# Willem Sax

Willem Sax von Terborg nach einer Bleistiftzeichnung von Albert Dietrich Schadow (1797–1869)

Willem Sax, später mit Zusatz von Terborg (* 26. Juni 1797 in Emden; † 17. Mai 1852 ebenda) war ein deutscher Jurist und Politiker.

## Leben
Als Sohn eines Kaufmanns geboren, ging Sax auf das Gymnasium in Emden. Im Anschluss studierte er Medizin, später Rechtswissenschaften in Berlin, Halle und Göttingen. Während seines Studiums wurde er Mitglied des Corps Guestphalia Berlin, der Corps Guestphalia und Teutonia Halle sowie des Corps Guestphalia Göttingen. 1817 wurde er Mitglied des Corps Frisia Göttingen. 1817 nahm er am Wartburgfest teil. Seit 1824 war Willem Sax in Göttingen mit dem Zusatz von Terborg bekannt.
Von 1838 bis 1846 war er als Advokat und Senator in Emden tätig. Ab 1836 war er Mitglied der Zweiten Kammer der Hannoverschen Ständeversammlung. Ein Teil seines schriftlichen Nachlasses befindet sich in der Johannes a Lasco Bibliothek der Emder Großen Kirche.